# Konwencja sztokholmska w sprawie trwałych zanieczyszczeń organicznych

     Strony konwencji sztokholmskiej (stan na 2020)

Logo

Konwencja Sztokholmska w sprawie trwałych zanieczyszczeń organicznych – umowa międzynarodowa podpisana 22–23 maja 2001 roku w Sztokholmie mająca na celu ograniczenie produkcji i stosowania substancji z grupy trwałych zanieczyszczeń organicznych (TZO, ang. persistent organic pollutants, POPs). Konwencja weszła w życie 17 maja 2004 roku i według stanu na dzień 25 września 2020 roku miała 183 strony i 151 sygnatariuszy. Ustawą z dnia 13 czerwca 2008 roku o ratyfikacji Konwencji Sztokholmskiej w sprawie trwałych zanieczyszczeń organicznych konwencja została ratyfikowana przez Prezydenta Rzeczypospolitej Polskiej w dniu 30 września 2008 roku. Konwencja weszła w życie w stosunku do Rzeczypospolitej Polskiej w dniu 21 stycznia 2009 roku na podstawie oświadczenia rządowego z dnia 2 grudnia 2008 r. w sprawie mocy obowiązującej Konwencji Sztokholmskiej w sprawie trwałych zanieczyszczeń organicznych, sporządzonej w Sztokholmie dnia 22 maja 2001 roku.
Konwencja powołała do życia trzy organy:
- Konferencję Stron (ang. Conference of the Parties; COP), będącą głównym organem wykonawczym konwencji na poziomie międzynarodowym i składającą się z przedstawicieli wszystkich stron konwencji;
- Komitet ds. Przeglądu Trwałych Zanieczyszczeń Organicznych (ang. Persistent Organic Pollutants Review Committee; POPRC), będący organem pomocniczym Konferencji Stron i zajmujący się badaniem propozycji dodania nowych substancji do załączników konwencji;
- Sekretariat odpowiedzialny za zadania administracyjne.

Przedmiotem regulacji konwencji jest produkcja i stosowanie, a także import i eksport substancji z grupy trwałych zanieczyszczeń organicznych. Terminem tym określa się substancje chemiczne wykazujące toksyczność dla ludzi i zwierząt, dużą odporność na rozkład w środowisku oraz możliwość przenoszenia się na dużą odległość od miejsc ich uwolnienia do środowiska. Cechują się także rozpuszczalnością w tłuszczach i zdolnością do bioakumulacji w tkankach roślinnych i zwierzęcych.
Początkowo w trzech załącznikach do konwencji znajdowało się 12 substancji określanych jako „dirty dozen” (pol. „parszywa dwunastka”). Na 4. Konferencji Stron (COP4) w maju 2009 roku dodano do załączników konwencji 9 nowych substancji z grupy TZO. Dwa lata później na 5. Konferencji Stron listę powiększono o jeszcze jedną substancję, a w 2013 roku na 6. Konferencji Stron podjęto decyzję o dodaniu kolejnej substancji. W 2015 roku, na 7. Konferencji Stron listę powiększono o kolejne 3 substancje, w 2017 roku, na COP 8, o kolejne dwie,  w 2019 roku, na COP 9, o następne dwie. Obecnie (stan na 28.09.2020 r.) w załączniku A znajduje się 26 substancji, w załączniku B - 2 substancje, a w załączniku C - 6 substancji (traktując związki PCDD i PCDF jako jedną grupę substancji – PCDD/F). 
W załączniku A (Eliminacja) znajdują się substancje, których produkcja i stosowanie powinny zostać całkowicie zaprzestane. W załączniku B (Ograniczenie) wymieniono substancje, dla których należy podjąć działania ograniczające ich produkcję i stosowanie, natomiast w załączniku C (Produkcja niezamierzona) – których niezamierzone uwalnianie do środowiska ze źródeł antropogenicznych powinno zostać wyeliminowane lub ograniczone. Konwencja przewiduje także wstrzymanie importu i eksportu TZO, z wyjątkiem sytuacji, w których celem tych działań jest bezpieczne usunięcie tych substancji bądź jest to dozwolone na podstawie wyłączenia.

## Krytyka
Krytyka konwencji sztokholmskiej związana jest z ograniczaniem stosowania DDT, skutecznego środka przeciwko wektorom malarii. Stosowanie DDT w regionach zagrożonych malarią w formie opryskiwania budynków (ang. indoor residual spraying, IRS) pozwala na znaczne zmniejszenie liczby zachorowań na tę chorobę (w niektórych regionach nawet do zera), jednak zaprzestanie tych działań prowadzi do ponownego wzrostu liczby zachorowań.
Choć Konwencja Sztokholmska zezwala na użycie DDT w celu przeciwdziałania malarii wyłącznie zgodnie z zaleceniami Światowej Organizacji Zdrowia, to zgodnie z jej zapisami użycie tego środka jest stopniowo ograniczane pomimo tego, że nie przeprowadzono badań jednoznacznie potwierdzających szkodliwe działanie DDT na ludzi. Według opinii niektórych naukowców w wyniku działań podejmowanych w związku z Konwencją Sztokholmską użycie DDT w przeciwdziałaniu malarii może zostać zaprzestane do 2020 roku także w miejscach, w których nie ma innego odpowiedniego zamiennika tego środka.

## Wykaz substancji
Wykaz substancji chemicznych z grupy TZO znajdujących się w załącznikach do konwencji wraz z substancjami włączonymi do Konwencji po spotkaniach COP 4 – COP 9. Konferencji Stron.
| Zał. | Substancja | Wyłączenia |
| ---- | --- | --- |
| A    | Aldryna | Produkcja: brak Stosowanie: środek przeciwko pasożytom zewnętrznym stosowany miejscowo; środek owadobójczy |
| A    | Chlordan | Produkcja: Dopuszczony dla stron wymienionych w rejestrze Stosowanie: Środek przeciwko pasożytom zewnętrznym stosowany miejscowo; środek owadobójczy; środek przeciwko termitom (także w budynkach, zaporach i nawierzchniach dróg); dodatek do klejów stosowanych sklejkach |
| A    | Chlordekon | Produkcja: brak Stosowanie: brak |
| A    | Chloroalkany, C10-13; krótkołańcuchowe chlorowane parafiny                                                                        | Produkcja: dopuszczona dla stron wymienionych w rejestrze Stosowanie: dodatki do pasów napędowych, gumowych pasów transmisyjnych, skór, dodatki do smarów, dekoracyjnych żarówek zewnętrznych, farb, klejów, w procesie obróbki metali, w plastyfikatorach                   |
| A    | Dieldryna | Produkcja: brak Stosowanie: w zabiegach agrotechnicznych |
| A    | Dikofol | Produkcja: brak Stosowanie: brak |
| A    | Endosulfan | Produkcja: dopuszczony dla stron wymienionych w rejestrze Stosowanie: wymienione pestycydy zgodnie z postanowieniami części IV załącznika A |
| A    | Endryna | Produkcja: brak Stosowanie: brak |
| A    | Eter dekabromodifenylowy | Produkcja: dopuszczona dla stron wymienionych w rejestrze Stosowanie: w pojazdach, statkach powietrznych, tekstyliach, w obudowach z tworzyw sztucznych, piankach poliuretanowych do izolacji budynków, zgodnie z postanowieniami części IX załącznika A                     |
| A    | Eter heksabromodifenylowy i heptabromodifenylowy (mieszanina polibromowanych eterów difenylowych, zawierających 6–7 atomów bromu) | Produkcja: brak Stosowanie: artykuły użytkowane zgodnie z postanowieniami części IV załącznika A |
| A    | Eter tetrabromodifenylowy i pentabromodefenylowy (mieszanina polibromowanych eterów difenylowych, zawierających 4–5 atomów bromu) | Produkcja: brak Stosowanie: artykuły użytkowane zgodnie z postanowieniami części IV załącznika A |
| A    | Heksabromobifenyl (2,2',3,3',4,4'-heksabromobifenyl)                                                                              | Produkcja: brak Stosowanie: brak |
| A    | Heksachlorobenzen | Produkcja: dopuszczony dla stron wymienionych w rejestrze Stosowanie: produkt pośredni w procesie produkcji i w produkcji w zamkniętym systemie na ograniczonym terenie; rozpuszczalnik w pestycydach                                                                        |
| A    | Heksachlorobutadien | Produkcja: brak Stosowanie: brak |
| A    | Heksabromocyklododekan | Produkcja: dopuszczony dla stron wymienionych w rejestrze Stosowanie: w polistyrenie ekspandowanym i w polistyrenie ekstrudowanym stosowanych w budownictwie |
| A    | α-Heksachlorocykloheksan | Produkcja: brak Stosowanie: brak |
| A    | β-Heksachlorocykloheksan | Produkcja: brak Stosowanie: brak |
| A    | Heptachlor | Produkcja: brak Stosowanie: środek przeciwko termitom (także w elementach konstrukcyjnych domów i stosowany pod ziemią); zastosowanie w obróbce drewna i w podziemnych rozdzielniach kabli                                                                                   |
| A    | Lindan | Produkcja: brak Stosowanie: środek farmaceutyczny drugiego rzutu w przypadkach wszawicy głowy i świerzbu |
| A    | Kwas perfluorooktanowy, jego sole i pochodne                                                                                      | Produkcja: dopuszczony dla stron wymienionych w rejestrze zgodnie z postanowieniami części X załącznika A Stosowanie: zgodnie z postanowieniami części X załącznika A |
| A    | Mireks | Produkcja: dopuszczony dla stron wymienionych w rejestrze Stosowanie: środek przeciwko termitom |
| A    | Pentachlorobenzen | Produkcja: brak Stosowanie: brak |
| A    | Pentachlorofenol (PCP) oraz jego sole i estry                                                                                     | Produkcja: dopuszczony dla stron wymienionych w rejestrze, zgodnie z postanowieniami części VIII załącznika A Stosowanie: do słupów i poprzeczników, zgodnie z postanowieniami części VIII załącznika A                                                                      |
| A    | Polichlorowane bifenyle | Produkcja: brak Stosowanie: artykuły użytkowane zgodnie z postanowieniami części II załącznika A |
| A    | Polichlorowane naftaleny | Produkcja: jako półprodukt do produkcji polifluorowanych naftalenów, w tym oktafluoronaftalenu Stosowanie: produkcja polifluorowanych naftalenów, w tym oktafluoronaftalenu                                                                                                  |
| A    | Toksafen | Produkcja: brak Stosowanie: brak |
|      | | |
| B    | DDT | Dopuszczalny cel produkcji i stosowania: zmniejszenie wskaźnika zachorowań, zgodnie z częścią II załącznika B Szczególne wyłączenia produkcji i stosowania: produkt pośredni; produkcja dikofolu                                                                             |
| B    | Kwas perfluorooktanosulfonowy, jego sole i fluorek perfluorooktanosulfonylu                                                       | Dopuszczalny cel produkcji i stosowania: zgodnie z postanowieniami części III załącznika B Szczególne wyłączenia produkcji i stosowania: zgodnie z postanowieniami części III załącznika B                                                                                   |
|      | | |
| C    | Heksachlorobenzen | |
| C    | Heksachlorobutadien | |
| C    | Pentachlorobenzen | |
| C    | Polichlorowane bifenyle | |
| C    | Polichlorowane dibenzo-p-dioksyny i polichlorowane dibenzofurany                                                                  | |
| C    | Polichlorowane naftaleny | |